# Рава (нааба)
Рава (XII ст.) — засновник держави мосі в Зандані.

## Життєпис
Відповідно до легенд був сином Уедраого, легендарного засновника держави мосі. Після загибелі батька у 1132 році рушив на північ. Напевне, тут отримав володіння. Вів війни з сусідніми племенами, створивши державу Зандана (за назвою міста) або Раватенга (Земля Рави). В XIV ст. вона стала основою держави Ятенга.